# Oxyopes lineatipes
Oxyopes lineatipes es una especie de araña del género Oxyopes, familia Oxyopidae. Fue descrita científicamente por C. L. Koch en 1847.
Habita desde China hasta Filipinas e Indonesia (Sumatra, Java).